# Urubu (альбом)
Urubu — студийный альбом бразильского музыканта Антониу Карлоса Жобина, выпущенный в 1976 году на лейбле Warner Bros. Records. Аранжировщиком и продюсером стал Клаус Огерман.

## Отзывы критиков
| Оценки критиков                            | Оценки критиков |
| Источник                                   | Оценка          |
| ------------------------------------------ | --------------- |
| AllMusic                                   | [ 1 ]           |
| MusicHound Jazz: The Essential Album Guide | [ 2 ]           |
| The New Rolling Stone Album Guide          | [ 3 ]           |
| The Rolling Stone Jazz & Blues Album Guide | [ 4 ]           |

Рецензент AllMusic Ричард С. Джинелл написал: «Urubu — это альбом, к которому, вероятно, стремился Жобин из MCA, полный разрыв с прошлым босановы, амбициозный и поразительно оригинальный. Шок от диссонирующих струнных, перкуссионных и духовых звуков бразильского внутреннего мира встречает нас в первом треке „Bôto“, первой из четырёх песен, в которых дерзкий Жобин бросает нам вызов структурными сложностями и поёт только на португальском. Вторые четыре трека представляют собой ещё более радикальный отход; всё это классические оркестровые пьесы, меланхоличные и даже страдальческие по тону, никому не обязанные практически ничем, пронизанные творческими, даже авангардными оркестровыми штрихами Клауса Огермана. Очевидно, что мы больше не на пляже Ипанемы, и хотя для фанатов Жобин, настроенных на джаз, это может быть нелегко, отдача — заглянуть в глубины души Жобина».

## Список композиций
1. «Bôto (Porpoise)» (Антонио Карлос Жобин, Ярарака) — 6:07
2. «Ligia» (Антонио Карлос Жобин) — 4:13
3. «Correnteza» (Антонио Карлос Жобин, Луис Бонфа) — 2:41
4. «Angela» (Антонио Карлос Жобин) — 2:50
5. «Saudade do Brasil» (Антонио Карлос Жобин) — 7:27
6. «Valse» (Паулу Жобин) — 3:14
7. «Arquitetura de Morar (Architecture to Live)» (Антонио Карлос Жобин) — 8:08
8. «O Homem (Man)» (Антонио Карлос Жобин) — 2:31

## Участники записи
- Вокал, гитара, фортепиано, электропиано — Антонио Карлос Жобин
- Аранжировка, дирижёр, продюсер — Клаус Огерман
- Бас-гитара — Рон Картер
- Вокал — Миуша (трек 1)
- Звукорежиссёр — Фрэнк Лайко
- Перкуссия — Рэй Армандо
- Ударные — Жуан Пальма